# 里瓦罗洛-卡纳韦塞
里瓦罗洛-卡纳韦塞（義大利語：Rivarolo Canavese），是意大利皮埃蒙特大区都靈廣域市的一个市镇。总面积32.32平方公里，人口12386人，人口密度383.2人/平方公里（2009年）。ISTAT代码为001217。